# رون كوبر
رون كوبر (بالإنجليزية: Ron Cooper)‏ هو نحات ورسام أمريكي، ولد في 24 يوليو 1943 في نيويورك في الولايات المتحدة.